# Oberoende härdkylning
Oberoende härdkylning (förkortat OBH, på engelska Independent Core Cooling System, ICCS) är ett säkerhetssystem vid svenska kärnkraftverk som under extrema omständigheter (extremt väder, jordbävning, terrorangrepp, utslaget elnät) ska kunna kyla härden under 72 timmar utan insatser och tillförsel från omvärlden. Föreläggande utfärdades i december 2014 om att sådana system skulle tas i drift vid svenska kärnkraftverk senast 1 januari 2021.

## Bakgrund
Svenska kärnkraftverk har redan i sin grundkonstruktion ett stort mått av oberoende med till exempel egen kraftförsörjning för säkerhetsfunktioner och flera olika system och vattenkällor för kylning.
Svenska kärnkraftverk är till exempel sedan 1989 utrustade med haverifilter och oberoende inneslutningssprinkling som kan minska tryck och utsläpp till omgivningen vid händelser som i Fukushima med härdskador samt utslagna kylsystem och kraftförsörjning. Dessa system är konsekvenslindrande eller "mitigating" och har sin största nytta i situationer där härdskador redan har uppstått.
Olika händelser som till exempel 11 september-attackerna 2001, Forsmarkshändelsen 2006 och Fukushimaolyckan 2011 har dock lett fram till krav på att bättre kunna hantera händelser som terroristhot, störningar i elnätet samt extremt väder, samt även att sådana händelser kan drabba flera block samtidigt. Systemen ska också vara preventiva och gripa in redan innan härdskador har uppstått.
Liknande oberoende system med lite olika kravbilder finns i till exempel USA och Tyskland.

## Föreläggande
Strålsäkerhetsmyndighetens föreläggande om oberoende härdkylning utfärdades i december 2014, med krav på drifttagning 2021. De grundläggande designkraven för systemen är att de under 72 timmar (3 dygn) ska kunna hålla reaktorhärden kyld vid:
- ELAP - Extended Loss of AC Power - förlust av all växelspänning. Händelsen innebär att yttre elnät men även kraftverkets egen reservkraft är otillgängliga.
- LUHS - Loss of Ultimate Heat Sink - förlust av värmesänka eller kylvatten.

Dessa händelser antas inträffa samtidigt som, eller vara orsakade av, allvarliga yttre händelser och elstörningar, som bedöms kunna inträffa oftare än en gång per miljon reaktorår.
Funktionerna ska kunna utföras oberoende "så långt som det är rimligt och möjligt", och enkelhet och robusthet ska eftersträvas. Systemen har egna förråd av vatten och dieselolja som räcker i 72 timmar. Mobil utrustning på plats får tillgodoräknas efter 8 timmar, medan tyngre transporter får tillgodoräknas först efter 72 timmar. Skydd mot elstörningar uppnås genom att systemen har egen kraftförsörjning med dieselaggregat, och att denna i standbydrift är galvaniskt isolerad från yttre elnät med roterande omformare (MG-set).
I Ringhals och Forsmark har helt nya bunkerbyggnader uppförts som innehåller vatten- och dieseltankar, generatorer och pumpar och annan utrustning. I Oskarshamn 3 har i större utsträckning befintliga byggnader och vattenförråd utnyttjats, men kompletterats med dieselgeneratorer och annan utrustning. För kokvattenreaktorerna (F1/2/3 och O3) tillgodoräknas möjligheten att avbörda reaktorns resteffekt via haverifiltret. För samtliga installationer gäller att de uppfyller högt ställda krav på tålighet mot jordbävningar, extremt väder, översvämning och terrorhandlingar.

## Drifttagning
Systemen för samtliga sex reaktorer som är i drift i Sverige efter 2020 (R3/4, F1/2/3, O3) godkändes i december 2020. Vattenfall angav kostnaden för systemen för Vattenfalls fem reaktorer i Ringhals och Forsmark till cirka 3 miljarder kronor.